# Annesorhiza nuda
Annesorhiza nuda är en växtart i släktet Annesorhiza och familjen flockblommiga växter. Den beskrevs av William Aiton som Bupleurum nudum, och fick sitt nu gällande namn av Brian Laurence Burtt 1991.
Arten är en perenn ört som förekommer i Sydafrika.